# Christopher Wilson (luchador)
Christopher Joseph Wilson (conocido como Chris Wilson; Winnipeg, 30 de diciembre de 1967) es un deportista canadiense que compitió en lucha libre.
Ganó dos medallas en el Campeonato Mundial de Lucha, plata en 1991 y bronce en 1993. Participó en los Juegos Olímpicos de Barcelona 1992, ocupando el octavo lugar en la categoría de 68 kg.

## Palmarés internacional
| Campeonato Mundial | Campeonato Mundial | Campeonato Mundial | Campeonato Mundial |
| Año                | Lugar              | Medalla            | Categoría          |
| ------------------ | ------------------ | ------------------ | ------------------ |
| 1991               | Varna (Bulgaria)   | Medalla de plata   | 68 kg              |
| 1993               | Toronto (Canadá)   | Medalla de bronce  | 68 kg              |